# Социалдемократическа партия (Румъния)
Вижте пояснителната страница за други значения на Социалдемократическа партия.
Социалдемократическа партия (СДП) (на румънски: Partidul Social Democrat, PSD) е основна политическа партия в Румъния, представител на социалдемокрацията. Ръководител на партията е Ливиу Драгня, който от 2016 г. е председател на Камарата на депутатите на Румънския парламент. От основаването си през 2001 г. партията е имала 8 министър-председатели: Адриан Нъстасе (2000 – 2004), Еуджен Бежинариу (временно)(2004 – 2004), Виктор Понта (2012 – 2015)(юли 2015)(август 2015 – ноември 2015), Сорин Гриндяну (2017 – 2017), Михай Тудосе (2017 – 2018), Михай Фифор (временно)(2018 – 2018), Виорика Дънчила (2018 - 2019), Марчел Чолаку(2019-2024), Виктор Негреску (временно)(от 2024).